# Volta a Cataluña 1944
La Volta a Cataluña 1944 fue la 24ª edición de la Volta a Cataluña. Se disputó en 9 etapas del 27 de agosto al 3 de septiembre de 1944 con un total de 1.825 km. El vencedor final fue el español Miguel Casas.
A diferencia del año anterior, participó un equipo extranjero. Fue el Sporting de Portugal. La carrera se decidió a la octava etapa, cuando Miguel Casas atacó en el ascenso a Collsacreu y Dalmacio Langarica tuvo problemas con la bicicleta.

## Etapas
| Etapa | Fecha           | Ciudades de etapa       | km    | Vencedor de la etapa   | Líder de la general    |
| ----- | --------------- | ----------------------- | ----- | ---------------------- | ---------------------- |
| 1º    | 27 de agosto    | Montjuic - Montjuic     | 89,0  | Delio Rodríguez Barros | Delio Rodríguez Barros |
| 2º    | 27 de agosto    | Barcelona - Manresa     | 70,0  | Ignacio Orbaiceta      | Ignacio Orbaiceta      |
| 3º    | 28 de agosto    | Manresa - Sitges        | 118,0 | Delio Rodríguez Barros | Ignacio Orbaiceta      |
| 4ºA   | 29 de agosto    | Sitges - Cambrils (CRI) | 75,0  | Miguel Casas           | Miguel Casas           |
| 4ºB   | 29 de agosto    | Cambrils - Reus         | 80,0  | João Lourenço          | Miguel Casas           |
| 5º    | 30 de agosto    | Reus - Lérida           | 111,0 | Dalmacio Langarica     | Vicente Carretero      |
| 6º    | 31 de agosto    | Lérida - Puigcerdá      | 123,0 | Cipriano Aguirrezabal  | Vicente Carretero      |
| 7º    | 1 de septiembre | Puigcerdá - Bañolas     | 133,0 | Arturo Dorsé           | Dalmacio Langarica     |
| 8º    | 2 de septiembre | Bañolas - Granollers    | 144,0 | Julián Berrendero      | Miguel Casas           |
| 9º    | 3 de septiembre | Granollers - Barcelona  | 117,0 | Fermín Trueba          | Miguel Casas           |

### 1ª etapa[1]
27-08-1944:  Barcelona - Barcelona. 39,0 km (CRE)
|   | Ciclista          | Equipo               | Tiempo     |
| - | ----------------- | -------------------- | ---------- |
| 1 | Delio Rodríguez   | CF Valencia          | 1h 04' 02" |
| 2 | Ignacio Orbaiceta | Galindo              | m. t.      |
| 3 | João Lourenço     | Sporting de Portugal | m. t.      |

|   | Ciclista          | Equipo               | Tiempo     |
| - | ----------------- | -------------------- | ---------- |
| 1 | Delio Rodríguez   | CF Valencia          | 1h 04' 02" |
| 2 | Ignacio Orbaiceta | Galindo              | m. t.      |
| 3 | João Lourenço     | Sporting de Portugal | m. t.      |

### 2ª etapa[1]
27-08-1944: Barcelona - Manresa. 70,0 km
|   | Ciclista          | Equipo        | Tiempo     |
| - | ----------------- | ------------- | ---------- |
| 1 | Ignacio Orbaiceta | Galindo       | 2h 03' 48" |
| 2 | Julián Berrendero | Gallastegui   | m. t.      |
| 3 | Martín Mancisidor | S.C. Bilbaína | m. t.      |

|   | Ciclista          | Equipo        | Tiempo     |
| - | ----------------- | ------------- | ---------- |
| 1 | Ignacio Orbaiceta | Galindo       | 3h 07' 50" |
| 2 | Julián Berrendero | Gallastegui   | m. t.      |
| 3 | Martín Mancisidor | S.C. Bilbaína | m. t.      |

### 3ª etapa
28-08-1944: Manresa - Sitges. 118,0 km
|   | Corredor          | Equipo      | Tiempo     |
| - | ----------------- | ----------- | ---------- |
| 1 | Delio Rodríguez   | CF Valencia | 4h 17' 28" |
| 2 | Ignacio Orbaiceta | Galindo     | m. t.      |
| 3 | Fermín Trueba     | Galindo     | m. t.      |

|   | Ciclista          | Equipo      | Tiempo     |
| - | ----------------- | ----------- | ---------- |
| 1 | Ignacio Orbaiceta | Galindo     | 7h 25' 18" |
| 2 | Delio Rodríguez   | CF Valencia | m. t.      |
| 3 | Julián Berrendero | Gallastegui | m. t.      |

### 4ª etapa[2]
29-08-1944: (4A Sitges-Cambrils 75 km) y (4B Cambrils-Reus 80 km)
|   | Ciclista      | Equipo             | Tiempo     |
| - | ------------- | ------------------ | ---------- |
| 1 | Miguel Casas  | C.C. Provenzalense | 2h 04' 07" |
| 2 | Joaquín Olmos | RCD Español        | + 24"      |
| 3 | Juan Gimeno   | C.C. Provenzalense | + 01' 02"  |

|   | Ciclista          | Equipo               | Tiempo     |
| - | ----------------- | -------------------- | ---------- |
| 1 | João Lourenço     | Sporting de Portugal | 4h 05' 12" |
| 2 | Vicente Carretero | Fútbol de sobremesa  | m. t.      |
| 3 | Fermín Trueba     | Galindo              | m. t.      |

|   | Ciclista      | Equipo             | Tiempo     |
| - | ------------- | ------------------ | ---------- |
| 1 | Miguel Casas  | C.C. Provenzalense | 6h 09' 19" |
| 2 | Joaquín Olmos | RCD Espanyol       | + 24"      |
| 3 | Juan Gimeno   | C.C. Provenzalense | + 01' 02"  |

|   | Ciclista      | Equipo             | Tiempo      |
| - | ------------- | ------------------ | ----------- |
| 1 | Miguel Casas  | C.C. Provenzalense | 13h 34' 57" |
| 2 | Joaquín Olmos | RCD Español        | + 04"       |
| 3 | Juan Gimeno   | C.C. Provenzalense | + 42"       |

### 5ª etapa[3]
30-8-1944: Reus - Lérida. 111,0 km
|   | Ciclista           | Equipo              | Tiempo     |
| - | ------------------ | ------------------- | ---------- |
| 1 | Dalmacio Langarica | S.C. Bilbaína       | 3h 28' 52" |
| 2 | Vicente Carretero  | Fútbol de sobremesa | m. t.      |
| 3 | Delio Rodríguez    | CF Valencia         | + 07' 42"  |

|   | Ciclista           | Equipo              | Tiempo      |
| - | ------------------ | ------------------- | ----------- |
| 1 | Vicente Carretero  | Fútbol de sobremesa | 18h 20' 26" |
| 2 | Dalmacio Langarica | S.C. Bilbaína       | + 23"       |
| 3 | Miguel Casas       | C.C. Provenzalense  | + 01' 45"   |

### 6ª etapa[4]
30-08-1944: Lérida - Puigcerdá. 186,0 km
|   | Corredor              | Equipo               | Tiempo     |
| - | --------------------- | -------------------- | ---------- |
| 1 | Cipriano Aguirrezabal | S.C. Bilbaína        | 4h 33' 29" |
| 2 | Julián Berrendero     | Gallastegui          | m. t.      |
| 3 | Julio Mourao          | Sporting de Portugal | m. t.      |

|   | Ciclista           | Equipo              | Tiempo      |
| - | ------------------ | ------------------- | ----------- |
| 1 | Vicente Carretero  | Fútbol de sobremesa | 23h 19' 35" |
| 2 | Dalmacio Langarica | S.C. Bilbaína       | + 01' 00"   |
| 3 | Miguel Casas       | C.C. Provenzalense  | + 05' 04"   |

### 7ª etapa[5]
01-09-1944: Puigcerdá - Bañolas. 133,0 km
|   | Corredor           | Equipo        | Tiempo     |
| - | ------------------ | ------------- | ---------- |
| 1 | Arturo Dorsé       | RCD Espanyol  | 4h 06' 24" |
| 2 | Julián Berrendero  | Gallastegui   | m. t.      |
| 3 | Dalmacio Langarica | S.C. Bilbaína | m. t.      |

|   | Ciclista           | Equipo             | Tiempo      |
| - | ------------------ | ------------------ | ----------- |
| 1 | Dalmacio Langarica | S.C. Bilbaína      | 27h 26' 59" |
| 2 | Miguel Casas       | C.C. Provenzalense | + 04' 04"   |
| 3 | Vicente Miró       | AC Montjuïc        | + 06' 30"   |

### 8ª etapa[6]
3-9-1944: Bañolas - Granollers. 144,0 km
|   | Corredor          | Equipo             | Tiempo     |
| - | ----------------- | ------------------ | ---------- |
| 1 | Julián Berrendero | Gallastegui        | 4h 42' 07" |
| 2 | Fermín Trueba     | Galindo            | + 24"      |
| 3 | Miguel Casas      | C.C. Provenzalense | + 26"      |

|   | Ciclista           | Equipo             | Tiempo      |
| - | ------------------ | ------------------ | ----------- |
| 1 | Miguel Casas       | C.C. Provenzalense | 32h 13' 36" |
| 2 | Dalmacio Langarica | S.C. Bilbaína      | + 02' 11"   |
| 3 | Manuel Costa       | RCD Español        | + 04' 01"   |

### 9ª etapa[7]
03-09-1944: Granollers - Barcelona. 117,0 km
|   | Ciclista      | Equipo             | Tiempo     |
| - | ------------- | ------------------ | ---------- |
| 1 | Fermín Trueba | Galindo            | 3h 40' 03" |
| 2 | Miguel Casas  | C.C. Provenzalense | + 10"      |
| 3 | Juan Gimeno   | C.C. Provenzalense | + 19"      |

|   | Ciclista           | Equipo             | Tiempo      |
| - | ------------------ | ------------------ | ----------- |
| 1 | Miguel Casas       | C.C. Provenzalense | 35h 53' 39" |
| 2 | Dalmacio Langarica | S.C. Bilbaína      | + 02' 37"   |
| 3 | Manuel Costa       | RCD Español        | + 06' 17"   |

## Clasificación General
|    | Ciclista           | Equipo                        | Tiempo      |
| -- | ------------------ | ----------------------------- | ----------- |
|    | Miguel Casas       | C.C. Provenzalense            | 36h 53' 39" |
| 2  | Dalmacio Langarica | Pedal Notario - S.C. Bilbaína | + 2' 37"    |
| 3  | Vicente Miró       | AC Montjuïc                   | + 6' 17"    |
| 4  | Manuel Costa       | RCD Espanyol                  | + 8' 42"    |
| 5  | Vicente Carretero  | Fútbol sobremesa              | + 9' 48"    |
| 6  | João Lourenço      | Sporting de Portugal          | + 10' 41"   |
| 7  | José Vidal Juliá   | AC Montjuïc                   | + 10' 58"   |
| 8  | Manuel Izquierdo   | AC Montjuïc                   | + 12' 39"   |
| 9  | Julián Berrendero  | Gallastegui                   | + 12' 59"   |
| 10 | Juan Gimeno        | C.C. Provenzalense            | + 12' 59"   |

## Clasificaciones secundarias
|   | Ciclista          | Equipo             | Puntos |
| - | ----------------- | ------------------ | ------ |
| 1 | Fermín Trueba     | Galindo            | 16     |
| 2 | Julián Berrendero | Gallastegui        | 10     |
| 3 | Juan Gimeno       | C.C. Provenzalense | 4      |
| 3 | Vicente Carretero | Gallastegui        | 4      |
| 3 | Martín Mancisidor | S.C. Bilbaína      | 4      |

| Pos. | Equip              | Temps        |
| ---- | ------------------ | ------------ |
| 1    | C.C. Provenzalense | 111h 07' 51" |
| 2    | AC Montjuïc        | + 2' 58"     |
| 3    | RCD Español        | + 20' 53"    |